# James Perry Dabney Jr.
James Perry Dabney Jr., američki pjevač, skladatelj, tekstopisac i DJ. Pionir je house glazbe u Chicagu, koja tada tamo nije bila baš velika, pa se preselio u London, a onda i u Hrvatsku. Surađivao je s velikim glazbenicima kao što su Seal i George Michael. Dabneyu se je u Hrvatskoj 2010. rodila kći. Nakon nekog vremena doselio se je u Hrvatsku zbog kćeri. Hrvatsku je za boravište izabrao jer želi biti svog djeteta, biti mu dobar otac te mu osigurati da zna koji su joj korijeni. Hrvatska mu se svidjela posebice zbog usmjerenosti na obitelj.

## Vanjske poveznice
- Discogs